# Bearsville Studios
Die Bearsville Sound Studios waren von Albert Grossman gegründete Aufnahmestudios in Bearsville, einem Ortsteil von Woodstock (New York).

## Geschichte
Albert Grossman, Veranstalter und Manager von Bob Dylan, Peter, Paul and Mary und anderen, kam 1964 mit seiner zukünftigen Frau Sally nach Bearsville und begann, einen Rückzugsort für die Musiker zu schaffen, mit denen er arbeitete. Die Studios waren letztendlich nur ein Teil des Gesamtkomplexes, der Bearsville Records, Turtle Creek Barn and Apartments, das Bearsville Theater und mehrere Restaurants umfasste.
Bearsvilles erstes Studio, Studio B, wurde 1969 fertiggestellt. Das größere Studio A verfügte über einen großen Aufnahmeraum von 2.400 Quadratmetern mit einer über 10 Meter (35 Fuß) hohen Decke. Turtle Creek Barn and Apartments war ursprünglich als Projektstudio für Robbie Robertson und Garth Hudson von The Band gedacht; die Einrichtung bot Aufnahmemöglichkeiten in Kombination mit privatem Wohnraum. Todd Rundgren begann als Produzent und Ingenieur in den Bearsville Studios zu arbeiten; 1980 baute Grossman Rundgrens Utopia Video Studio, in dem später ein Radiosender untergebracht war.
1986 übernahm Grossmans Frau Sally nach seinem Tod die Leitung der Geschäfte in Bearsville. Das Bearsville Theater, eine 1989 umgebaute Scheune, bot Raum für Proben und Live-Auftritte. Mit der Zeit verkaufte Sally Grossman die Anlagen in Bearsville. Sie starb 2021 im Alter von 81 Jahren.
Im August 2019 wurde der Bearsville-Theater-Komplex von einer Investorin gekauft, die ihn renovierte und als Bearsville Center wiedereröffnete.

## Aufnahmen aus den Bearsville Studios (Auswahl)
Zu den Künstlern, die in Bearsville aufgenommen haben, gehören neben The Band und Todd Rundgren The Pretenders, Suzanne Vega, Blues Traveler, Natalie Merchant, Phish, Dave Matthews Band, Foreigner, Cassandra Wilson, Branford Marsalis Quartet und etliche andere.
Vom 27. Mai bis 8. Juni 1978 probten die Rolling Stones in Bearsville für ihre US-Tour 1978; die Aufnahmen wurden später als Complete Woodstock Tapes veröffentlicht.
Ab 1988 nahmen R.E.M. in Bearsville wesentliche Teile von drei aufeinanderfolgenden Alben auf: Green (1988), Out of Time (1991) und Automatic for the People (1992).
1988 hatten The Replacements eine zehntägige Aufnahmesession in Bearsville, bei der sie das Aufnahmestudio und die Wohnräume verwüsteten. Die ursprünglich für das Album Don’t Tell a Soul vorgesehenen Aufnahmen waren nicht auf dem Album enthalten. Sie wurden schließlich 2019 auf Dead Man’s Pop veröffentlicht.
Ende 1993 und Anfang 1994 nahm Jeff Buckley sein Debütalbum Grace in Bearsville auf.